# Прапор Опольського воєводства
Прапор Опольського воєводства — складається з двох смуг (жовтого і синього кольору, 5:2). У лівому верхньому куті розташований герб опольського воєводства. Прапор без герба воєводства також є в цивільному вжитку. Прапори затверджено у 2004/2005 роках.